# Metoponitys congoensis
Metoponitys congoensis är en insektsart som beskrevs av Victor Lallemand 1932. Metoponitys congoensis ingår i släktet Metoponitys och familjen Eurybrachidae. Inga underarter finns listade i Catalogue of Life.